# Europa – Tygodnik Idei
Europa – Tygodnik Idei – tygodnik ukazujący się w latach 2004-2011 (w latach 2009-2011 miesięcznik).
Pismo ukazywało się od kwietnia 2004 roku jako dodatek do ogólnopolskiego dziennika "Fakt". W latach 2006–2009 było sobotnim dodatkiem do gazety "Dziennik Polska-Europa-Świat". Od września 2009 roku pismo było dodatkiem do tygodnika "Newsweek Polska". Od kwietnia 2010 do 2011 pismo ukazywało się jako odrębny tytuł "Europa. Miesięcznik idei" (7 numerów). Pismo publikowało teksty i rozmowy z najwybitniejszymi światowymi intelektualistami.